# Pitheciidae
Pitheciidae är en familj av primater som tillhör gruppen brednäsor. I familjen finns fyra släkten med tillsammans 35 till 40 arter beroende på auktoritet.

## Utbredning och habitat
Individer i denna familj lever i norra och mellersta Sydamerika öster om Anderna. De vistas huvudsakligen i regnskogar.

## Utseende
Dessa primater är små eller medelstora men på grund av sin tjocka päls påminner de om stora djur. Pälsens färg varierar från svart över grå till brun och vit. Ibland saknar delar av ansiktet hårväxt. Svansen, som används bara för att hålla balansen, är pälsklädd i hela sin längd. I släktet Cacajao finns svansen bara rudimentärt.
Vikten varierar mellan 0,7 kg för små individer i släktet plymsvansapor och 4 kg för stora individer i släktet sakier. Kroppslängden (utan svans) ligger mellan 23 cm för små springapor och 70 cm för långa plymsvansapor. Svansen blir med undantag av släktet kortsvansapor upp 50 cm lång.

## Levnadssätt
Individer i denna familj är aktiva på dagen och lever i träd. De har bra förmåga att klättra. De lever i grupper med vanligen 10 till 30 individer men hos släktet kortsvansapor går antalet ibland upp till 100 djur. Kommunikationen sker med olika ljud. Dessa ljud liknar ibland höga vrål och ibland fåglarnas sång.

## Föda
Dessa djur är allätare men äter huvudsakligen frukt och insekter. De äter även blommor, knopp, nötter och mindre ryggradsdjur. Med sina stora hörntänder bryter de även hårda skal.

## Fortplantningen
Det föds vanligen ett ungdjur åt gången. De flesta arterna i familjen har särskilda parningstider med undantag av Pithecia albicans som kan para sig hela året. Dräktigheten varar fem till sex månader. Efter tre till fyra år är ungdjuret könsmoget. Dessa primater blir i naturen vanligen upp till 15 år gamla. Några springapor i fångenskap blev upp till 25 år gamla och vissa plymsvansapor blev i djurparker upp till 35 år gamla.

## Hot
På grund av avverkningen av regnskogen minskar dessa djurs levnadsområde. Många arter räknas som nära hotade eller hotade. Callicebus barbarabrownae och Callicebus oenanthe listas av IUCN som akut hotade (critically endangered).

## Systematik
Familjen delas vanligen i två underfamiljer med tillsammans fyra släkten:
- Pitheciinae
  - sakier (Chiropotes) med fem arter.
  - plymsvansapor (Pithecia) med flera arter.
  - kortsvansapor eller uakarier (Cacajao) med fyra arter.
- Callicebinae
  - springapor eller titiapor (Callicebus) med 20 till 30 arter.

Enligt nyare forskning räknas även släktgruppen Xenotrichini till denna familj. Detta taxon är redan utdött.